# Lorenzo Asensio Otaduy Avendaño
Lorenzo Asensio Otaduy Avendaño (1539 – 4 de Dezembro de 1611) foi um prelado católico romano que serviu como bispo de Ávila de 1599 a 1611 e bispo de Lugo de 1591 a 1599.

## Biografia
Lorenzo Asensio Otaduy Avendaño nasceu em Oñate, Espanha, em 1539. No dia 4 de Novembro de 1591, foi nomeado durante o papado do Papa Inocêncio IX como Bispo de Lugo. A 16 de Fevereiro de 1592, foi consagrado bispo por Juan Fernández Vadillo, bispo de Cuenca. No dia 1 de Fevereiro de 1599, foi nomeado bispo de Ávila durante o papado de Clemente VIII, onde serviu como bispo até à sua morte a 4 de Dezembro de 1611.